# Partido Nacionalista (Filipinas)
El Partido Nacionalista (en filipino: Partido Nacionalista; en inglés: Nacionalista Party) es un partido político filipino fundado en 1907, cuando ganó las primeras elecciones parlamentarias del país, y gobernó Filipinas durante la mayor parte del siglo XX, siendo uno de los partidos más antiguos de Filipinas.

## Historia
El original Partido Nacionalista fue fundado el 21 de agosto de 1901 en la calle Gunao, Quiapo, Manila. En esa Asamblea de Quiapo, se eligieron los siguientes miembros del Partido Nacionalista: Santiago Álvarez y Pascual Poblete como presidentes; Andrés Villanueva, Vicepresidente Residente; Macario Sakay, Secretario General; Francisco Carreón, Alejandro Santiago, Domingo Moriones, Águedo del Rosario, Cenón Nicdao, Nicolás Rivera, Salustiano Santiago, Aurelio Tolentino, Pantaleón Torres, Valentín Diza, Briccio Pantas, Lope K. Santos, Pío H. Santos, Salustiano Cruz, Valentín y Solís José Palma.
El partido tenía como meta conducir el país hacia la independencia, a través de la construcción de un moderno Estado-nación, y a través de la promoción de la autonomía eficiente, dominando la Asamblea Filipina (1907-1916), el Congreso de Filipinas (1916-1935) y la Mancomunidad de Filipinas (1935-1941). Durante la ocupación japonesa y la Segunda República Filipina todos los partidos políticos fueron prohibidos y unificados en el KALIBAPI. En la segunda mitad del siglo, el partido era uno de los principales contendientes políticos por el liderazgo en el país, en competencia con los liberales y los progresistas, durante las décadas entre la devastación de la Segunda Guerra Mundial y la represión violenta de la dictadura de Ferdinand Marcos.
En 1978, en un retroceso a la ocupación japonesa, se pidió a los partidos políticos a fundirse en la Kilusang Bagong Lipunan, aunque los nacionalistas prefirieron entrar en hibernación. Con el tiempo, el partido fue restablecido durante la década de 1980 y principios de 1990 por la familia Laurel, que ha dominado el partido desde la década de 1950. El Partido Nacionalista está siendo dirigido por Manuel Villar, exsenador, candidato a presidente en 2016. Dos de los otros partidos presentes, el Partido Liberal y la Coalición Popular Nacionalista son escisiones desde el Partido Nacionalista.